# Волтметар
Волтметар је електрични мјерни инструмент намијењен за одређивање величине електричног напона у волтима или изведеним јединицама (μV, mV, kV). Могу се по принципу рада подијелити на аналогне и дигиталне.

## Аналогни волтметар
Аналогни волтметри користе неколико принципа рада. Један је инструмент са меким покретним гвожђем код којега струја пролази кроз фиксну завојницу (калем), а казаљка је причвршћена за комад меканог гвожђа које се помјера према завојници под утицајем магнетског поља које струја ствара око завојнице. 
Најчешћи тип је инструмент са покретним калемом (завојницом). Калем са казаљком је покретан у пољу перманентног магнета и отклон одговара величини струје. 
Електродинамички инструменти умјесто перманентног магнета имају електромагнет, иначе су слични претходним.
При конструкцији се тежи за што већим отпором да не би сам волтметар утицао превише на мјерење напона у колу, преусмјерењем струје кроз себе. Пошто инструменти са калемом често имају отпоре од неколико стотина или хиљада ома и јако су осјетљиви на мале струје, користе се предотпори за мјерење већих напона. С тиме се постиже да је највећи пад напона на предотпору, а врло мали на завојници инструмента.
При прекапчању мјерних подручја аналогног волтметра, ми у ствари прекапчамо разне вриједности серијског отпорника, погодне за дато мјерно подручје. Што је напон већи предотпор је веће отпорности, али и веће снаге да издржи веће асоцирано загријавање.
На примјер ако наш инструмент постиже пуни отклон казаљке при струји од 1 mA, а морамо да измјеримо напон од 1000 волти, потребан је предотпор вриједности R=U/I = 1000 V/0.001 A = 1000000 ома, или један мегаом.

## Дигитални волтметар
Обично су у склопу мултиметра способног за разна електрична мјерења. Мјерење напона се обично врши директно, мјерењем пада напона на отпорнику врло великог отпора. Претварање аналогног напона се врши аналогно-дигиталним претварачем (конвертером) и дигитална вриједност напона се приказује на ЛЦД показивачу инструмента.

## Повезивање и симбол
Волтметар се увијек повезује паралелно са компонентом електричног кола на којој се врши мјерење напона. Дозвољено је повезивање волтметра и без трошила (додатног отпора) у колу, јер волтметар има врло високи унутрашњи отпор.